# Соколиний (заказник)
«Соколиний» (біл. Сакалі́ны) — біологічний заказник місцевого значення поблизу смт Мачулищі, Мінський район, Мінська область. Розташований на землях Мачулищаньскої селищної ради і Мінського лісопаркового господарства і займає площу в 20,9 га.

## Завдання
- збереження і вивчення природного комплексу, що включають особливо цінні ділянки лісу, в межах яких знаходяться місця проживання дикорослих рослин і диких тварин, що належать включених у Червону книгу Білорусі видів, насамперед унікального колоніального поселення боривітра звичайного[1].
- екологічне виховання населення (проведення шкільних екскурсій та акцій зі спостереження за пустальгой, облік цінних птахів, побудова для їх штучного гніздування)

## Тваринний світ
У «Соколиним» зареєстровані: ропуха очеретяна, деркач, жовна зелена і колонія гніздування рідкісного сокола — боривітра звичайного, завдяки якому територія була віднесена до охоронюваної.
Залітають в ліси заказника птихи, що теж перебувають під загрозою зникнення: лунь польовий, мартин сизий. Ще 20 видів птахів, що живуть у заказнику, мають європейський природоохоронний статус.

## Історія створення
Кілька років тому школярами Мачуліщаньскої середньої школи на соснах були виявлені 6 гнізд боривітра. У той час невеликої острівної ліс, де оселилися соколи, планувалося вирубати з метою розширення житлової зони населеного пункту. Спільна робота школярів, вчителів, а також представників громадської організації «Охорона птахів Батьківщини» («Ахова птушак Бацькаўшчыны») при фінансовий підтримці корпорації Isar, Inc (США) дозволило створити спеціальний заповідник «Соколиний»..